# 特蕾瑟·舍兰德
特蕾瑟·舍兰德（瑞典語：Therese Sjölander，1981年5月4日—），瑞典女子冰球运动员。她曾代表瑞典参加1998年、2002年和2006年冬季奥林匹克运动会冰球比赛，共获得一枚银牌和一枚铜牌。